# Eutreptiales
Eutreptiales es un orden de protistas flagelados capaces de realizar la fotosíntesis. Son similares y están relacionados con los organismos del orden Euglenales, sin embargo existen algunas diferencias. Los eutreptiales presentan de dos a cuatro flagelos emergentes, iguales o desiguales. En cambio, los euglenales tienen un solo flagelo emergente, pues el segundo es muy corto y no sobresale del bolsillo apical, o bien los dos flagelos son no emergentes. Los eutreptiales son fundamentalmente marinos o de aguas salobres, mientras que los euglenales suelen vivir en hábitats dulceícolas. Por último, todos los miembros del grupo son fotosintéticos, mientras que los euglenales incluyen también especies no coloreadas. La célula de estos organismos no es rígida y usualmente puede variar de forma.